# 石圍墻 (臺中市)
石圍墻，是臺灣臺中市東勢區的一個傳統地域名稱，位於該區西北部凸出地帶的西南部、中部及東北部。相較於今日行政區，其範圍大致包括埤頭里、泰興里、茂興里、明正里東北部、下新里西北部凸出部分，以及后里區廣福里南部東側一小塊地。

## 歷史
台灣清治末期，石圍墻地區為一街庄，稱為「石圍墻庄」，隸屬於捒東上堡。該庄東北隔大安溪與罩蘭庄為界，東南與東勢角庄為鄰，南邊東側隔大甲溪支流沙連溪與校栗埔庄為界，南邊西側隔大甲溪主流與社藔角庄、石崗仔庄、朴仔口庄為界，西邊為牛稠坑庄，西北邊為石壁坑庄。。
1901年（日明治三十四年）11月，全台廢縣廳改設二十廳，該庄隸屬於臺中廳。1903年（明治三十六年）6月，該庄編入「校栗埔區」，仍隸屬於臺中廳。1909年（明治四十二年）10月，全台二十廳合併為十二廳，校栗埔區隸屬不變。1920年（大正九年），全台地方制度大改正，該庄改制為「石圍墻」大字，隸屬於臺中州東勢郡東勢庄，大字下有「石圍墻」、「埤頭山」小字名。1933年，東勢庄升格為東勢街。
戰後東勢街改制為東勢鎮，隸屬於臺中縣，大字亦改制為里。1950年10月，中、彰、投分治，東勢鎮隸屬不變。2010年12月，隨著臺中縣、市合併為直轄臺中市，東勢鎮改制為東勢區。

## 聚落
本地區發展較早的聚落為下埤頭山（埤頭）、上埤頭山（埔頂）、圳藔坑、叮噹坑、下灣、石圍墻（石城）、芭蕉下（香蕉下）、鍋底嵙、大排、圓墩等，在日治期初期的官方地圖上已有記載。此外，本地區尚有埤頭山、下庄、下石嵙、頂上、橫坑等聚落。

## 交通
省道台3線（東蘭路）俗稱「內山公路」，是臺北至屏東的幹道，大致以東北—西南走向轉西向東再轉西北—東南走向再轉北北東—南南西走向再轉西北西—東南東走向蜿蜒經過石圍墻地區。由該道路向東北轉北可前往卓蘭、大湖、汶水、獅潭等地，向東南東轉南南東可前往東勢市區，再轉西北可前往石岡，再轉西南可前往豐原等地。
區道中40線（永盛巷）是后里至圓屯的道路，其東側端點位於本地區東北部省道台3線路口。由此向西北西可前往石壁坑、圳寮並止於台鐵后里車站前的市道132號終點路口。
區道中44線（石山巷、石城街）是后里馬場至東勢石城的道路，其東側端點位於本地區南部石城聚落東側的省道台3線路口。由此向西蜿蜒而行，至埤頭山轉東北再轉西北出境後，可前往牛稠坑地區中部偏西北的后里馬場北側並止於區道中41線路口。
區道中44-1線（石城街）是石圍牆至石岡的道路，其北側端點位於本地區南部下灣聚落旁的區道中44線路口。由此向南南西過大甲溪橋出境，其後轉東南再轉南南西可前往石岡並止於舊省道台3線（豐勢路）路口。

## 學校
- 石城國小

## 景點
- 石岡水壩
- 石岡壩921地震紀念地
- 后豐鐵馬道